# Eleições estaduais no Pará em 2010
As eleições estaduais no Pará em 2010 aconteceram nas eleições federais, no Brasil, em 3 de outubro. Na ocasião foi eleito um governador por estado, dois senadores por estado, deputados federais e estaduais e o Presidente da República. Os candidatos oficializados, ao Governo de Estado foram: Simão Jatene (PSDB), Domingos Juvenil (PMDB), Fernando Carneiro (PSOL), Cleber Rabelo (PSTU) e Ana Júlia Carepa (PT), que tentou uma reeleição com o apoio do então Presidente Lula, que tinha uma grande aceitação por parte do povo brasileiro, devido à coligação em que o PT apoiava os peemedebistas.
Ao Senado Federal Brasileiro, os candidatos foram: Flexa Ribeiro (PSDB), Marinor Brito (PSOL), João Augusto (PSOL), Paulo Braga (PSTU), Abel Ribeiro (PSTU), Jader Barbalho (PMDB) e Paulo Rocha (PT), sendo que os dois últimos tiveram suas candidaturas indeferidas com base na Lei da Ficha Limpa.

## Regras

### Governador e Vice-governador
No geral, as regras para as eleições presidenciais também se aplicam às estaduais. Isto é, as eleições têm dois turnos, se nenhum dos candidatos alcança maioria absoluta dos votos válidos, um segundo turno entre os dois mais votados acontece. Todos os candidatos com cargos executivos deveriam renunciar até 3 de abril, para poderem disputar.

### Senador
Conforme rodízio previsto para as eleições para o Senado, em 2010 Duas vagas para cada estado será disputada para o mandato de 8 anos. O candidato mais votado é eleito,o segundo mais votado também é eleito. Nas eleições legislativas não há segundo turno.

## Candidatos ao Governo de Estado e ao Senado com resultados
No Pará, cinco candidatos disputaram uma vaga de governador e sete candidatos disputaram duas vagas no Senado.
| Coligação Juntos com o Povo (PSDB/PPS/DEM/PSDC/PRTB/PMN/PRP) | Coligação Juntos com o Povo (PSDB/PPS/DEM/PSDC/PRTB/PMN/PRP) | Coligação Juntos com o Povo (PSDB/PPS/DEM/PSDC/PRTB/PMN/PRP) | Coligação Juntos com o Povo (PSDB/PPS/DEM/PSDC/PRTB/PMN/PRP) | Coligação Juntos com o Povo (PSDB/PPS/DEM/PSDC/PRTB/PMN/PRP) | Coligação Juntos com o Povo (PSDB/PPS/DEM/PSDC/PRTB/PMN/PRP) |
| Cargo                                                        | Partido                                                      | Número                                                       | Nome                                                         | Votos                                                        | Porcentagem                                                  |
| ------------------------------------------------------------ | ------------------------------------------------------------ | ------------------------------------------------------------ | ------------------------------------------------------------ | ------------------------------------------------------------ | ------------------------------------------------------------ |
| Governador                                                   | PSDB                                                         | 45                                                           | Simão Jatene                                                 | 1.720.631                                                    | 48,92%                                                       |
| Vice-Governador                                              | PPS                                                          | -                                                            | Helenilson Pontes                                            | -                                                            | -                                                            |
| Senador                                                      | PSDB                                                         | 456                                                          | Flexa Ribeiro                                                | 1.817.644                                                    | 67,73%                                                       |
| Primeiro suplente                                            | PSDB                                                         | -                                                            | Nicias Ribeiro                                               | -                                                            | -                                                            |
| Segundo suplente                                             | PSDB                                                         | -                                                            | Bia Cardoso                                                  | -                                                            | -                                                            |

| Coligação Frente Popular Acelera Pará (PT/PR/PRB/PP/PDT/PTB/PTN/PSC/PHS/PTC/PSB/PV/PCdoB/PTdoB) | Coligação Frente Popular Acelera Pará (PT/PR/PRB/PP/PDT/PTB/PTN/PSC/PHS/PTC/PSB/PV/PCdoB/PTdoB) | Coligação Frente Popular Acelera Pará (PT/PR/PRB/PP/PDT/PTB/PTN/PSC/PHS/PTC/PSB/PV/PCdoB/PTdoB) | Coligação Frente Popular Acelera Pará (PT/PR/PRB/PP/PDT/PTB/PTN/PSC/PHS/PTC/PSB/PV/PCdoB/PTdoB) | Coligação Frente Popular Acelera Pará (PT/PR/PRB/PP/PDT/PTB/PTN/PSC/PHS/PTC/PSB/PV/PCdoB/PTdoB) | Coligação Frente Popular Acelera Pará (PT/PR/PRB/PP/PDT/PTB/PTN/PSC/PHS/PTC/PSB/PV/PCdoB/PTdoB) |
| Cargo                                                                                           | Partido                                                                                         | Número                                                                                          | Nome                                                                                            | Votos                                                                                           | Porcentagem                                                                                     |
| ----------------------------------------------------------------------------------------------- | ----------------------------------------------------------------------------------------------- | ----------------------------------------------------------------------------------------------- | ----------------------------------------------------------------------------------------------- | ----------------------------------------------------------------------------------------------- | ----------------------------------------------------------------------------------------------- |
| Governador                                                                                      | PT                                                                                              | 13                                                                                              | Ana Júlia Carepa                                                                                | 1.267.981                                                                                       | 36,05%                                                                                          |
| Vice-Governador                                                                                 | PR                                                                                              | -                                                                                               | Anivaldo Vale                                                                                   | -                                                                                               | -                                                                                               |
| Senador                                                                                         | PT                                                                                              | 131                                                                                             | Paulo Rocha                                                                                     | 0                                                                                               | 0,00%                                                                                           |
| Primeiro suplente                                                                               | PTB                                                                                             | -                                                                                               | Valdete                                                                                         | -                                                                                               | -                                                                                               |
| Segundo suplente                                                                                | PP                                                                                              | -                                                                                               | Pastor Leodarto Marques                                                                         | -                                                                                               | -                                                                                               |

| Coligação Chapa do Partido do Movimento Democrático Brasileiro | Coligação Chapa do Partido do Movimento Democrático Brasileiro | Coligação Chapa do Partido do Movimento Democrático Brasileiro | Coligação Chapa do Partido do Movimento Democrático Brasileiro | Coligação Chapa do Partido do Movimento Democrático Brasileiro | Coligação Chapa do Partido do Movimento Democrático Brasileiro |
| Cargo                                                          | Partido                                                        | Número                                                         | Nome                                                           | Votos                                                          | Porcentagem                                                    |
| -------------------------------------------------------------- | -------------------------------------------------------------- | -------------------------------------------------------------- | -------------------------------------------------------------- | -------------------------------------------------------------- | -------------------------------------------------------------- |
| Governador                                                     | PMDB                                                           | 15                                                             | Domingos Juvenil                                               | 380.331                                                        | 10,81%                                                         |
| Vice-Governador                                                | PMDB                                                           | -                                                              | Hildegardo Nunes                                               | -                                                              | -                                                              |
| Senador                                                        | PMDB                                                           | 151                                                            | Jader Barbalho                                                 | 0                                                              | 0,00%                                                          |
| Primeiro suplente                                              | PMDB                                                           | -                                                              | Fernando Ribeiro                                               | -                                                              | -                                                              |
| Segundo suplente                                               | PMDB                                                           | -                                                              | Wilson Ribeiro                                                 | -                                                              | -                                                              |

| Coligação Chapa do Partido Socialismo e Liberdade | Coligação Chapa do Partido Socialismo e Liberdade | Coligação Chapa do Partido Socialismo e Liberdade | Coligação Chapa do Partido Socialismo e Liberdade | Coligação Chapa do Partido Socialismo e Liberdade | Coligação Chapa do Partido Socialismo e Liberdade |
| Cargo                                             | Partido                                           | Número                                            | Nome                                              | Votos                                             | Porcentagem                                       |
| ------------------------------------------------- | ------------------------------------------------- | ------------------------------------------------- | ------------------------------------------------- | ------------------------------------------------- | ------------------------------------------------- |
| Governador                                        | PSOL                                              | 50                                                | Fernando Carneiro                                 | 107.102                                           | 3,04%                                             |
| Vice-Governador                                   | PSOL                                              | -                                                 | Professora Mônica                                 | -                                                 | -                                                 |
| Senador                                           | PSOL                                              | 500                                               | Marinor Brito                                     | 727.583                                           | 27,11%                                            |
| Primeiro suplente                                 | PSOL                                              | -                                                 | Dida Pantoja                                      | -                                                 | -                                                 |
| Segundo suplente                                  | PSOL                                              | -                                                 | Tibirica                                          | -                                                 | -                                                 |
| Senador                                           | PSOL                                              | 501                                               | João Augusto                                      | 79.621                                            | 2,97%                                             |
| Primeiro suplente                                 | PSOL                                              | -                                                 | Marcos Soares                                     | -                                                 | -                                                 |
| Segundo suplente                                  | PSOL                                              | -                                                 | Walmir Freire                                     | -                                                 | -                                                 |

| Coligação Chapa do Partido Socialista dos Trabalhadores Unificado | Coligação Chapa do Partido Socialista dos Trabalhadores Unificado | Coligação Chapa do Partido Socialista dos Trabalhadores Unificado | Coligação Chapa do Partido Socialista dos Trabalhadores Unificado | Coligação Chapa do Partido Socialista dos Trabalhadores Unificado | Coligação Chapa do Partido Socialista dos Trabalhadores Unificado |
| Cargo                                                             | Partido                                                           | Número                                                            | Nome                                                              | Votos                                                             | Porcentagem                                                       |
| ----------------------------------------------------------------- | ----------------------------------------------------------------- | ----------------------------------------------------------------- | ----------------------------------------------------------------- | ----------------------------------------------------------------- | ----------------------------------------------------------------- |
| Governador                                                        | PSTU                                                              | 16                                                                | Cleber Rabelo                                                     | 41.514                                                            | 1,18%                                                             |
| Vice-Governador                                                   | PSTU                                                              | -                                                                 | Fafá                                                              | -                                                                 | -                                                                 |
| Senador                                                           | PSTU                                                              | 161                                                               | Paulo Braga                                                       | 33.126                                                            | 1,23%                                                             |
| Primeiro suplente                                                 | PSTU                                                              | -                                                                 | Galeno                                                            | -                                                                 | -                                                                 |
| Segundo suplente                                                  | PSTU                                                              | -                                                                 | Armando                                                           | -                                                                 | -                                                                 |
| Senador                                                           | PSTU                                                              | 160                                                               | Abel Ribeiro                                                      | 25.723                                                            | 0,96%                                                             |
| Primeiro suplente                                                 | PSTU                                                              | -                                                                 | Xaropinho do Brega                                                | -                                                                 | -                                                                 |
| Segundo suplente                                                  | PSTU                                                              | -                                                                 | Sergio Luis                                                       | -                                                                 | -                                                                 |

### Segundo turno
| Candidato a governador(a) (em ordem alfabética) | Candidato a vice-governador(a) | Número | Coligação                                                                                              | Votos     | Porcentagem |
| ----------------------------------------------- | ------------------------------ | ------ | --- | --------- | ----------- |
| Ana Júlia Carepa PT                             | Anivaldo Vale PR               | 13     | Frente Popular Acelera Pará PRB, PP, PDT, PT, PTB, PTN, PSC, PR, PHS, PTC, PSB, PV, PC do B e PT do B. | 1.477.609 | 44,26%      |
| Simão Jatene PSDB                               | Helenilson Pontes PPS          | 45     | Juntos Com o Povo PPS, DEM, PSDC, PRTB, PMN, PRP e PSDB.                                               | 1.860.799 | 55,74%      |

## Pesquisas de intenção de voto

### Governador
1º turno
| 24 a 26/08/2010    | Ibope | 43% | 33% | 6% | 2% | 2% | 14% |
| 14/09 a 16/09/2010 | Ibope | 43% | 30% | 7% | 2% | 2% | 16% |
| 29/09 a 01/10/2010 | Ibope | 43% | 30% | 7% | 0% | 0% | 16% |

2º turno
| 18/10/2010 | Ibope Votos Totais  | 54% | 36% | 5% | 5% |
| 18/10/2010 | Ibope Votos Válidos | 60% | 40% | -  | -  |
| 30/10/2010 | Ibope Votos Totais  | 55% | 37% | 5% | 3% |
| 30/10/2010 | Ibope Votos Válidos | 59% | 41% | -  | -  |

### Senador
| 24 a 26/08/2010    | Ibope | 50% | 23% | 28% | 7% | 5% | 3% | 2% | 48% |
| 14 a 16/09/2010    | Ibope | 42% | 33% | 29% | 8% | 7% | 3% | 2% | 48% |
| 29/03 a 01/10/2010 | Ibope | 46% | 38% | 37% | 0% | 0% | 0% | 0% | 36% |

## Lista de candidatos à deputado estadual em 2010 e candidatos eleitos
No Pará foram quarenta e um deputados estaduais eleitos dos quais 262 ¹disputaram estas vagas.
¹Incluindo candidatos que foram cassados e que renunciaram a candidatura.

### Partido do Movimento Democrático Brasileiro (PMDB)
O PMDB teve oito candidatos eleitos à deputado estadual. O partido obteve 591.410 votos válidos, incluindo os candidatos não-eleitos, num total de 17,41% dos votos.
| Os candidatos eleitos do partido foram: 1. 15888.Simone Morgado, eleita com 50.946 (1,5%) votos 2. 15456.Martinho Carmona, eleito com 43.457 (1,28%) votos 3. 15555.Chicão, eleito com 39.856 (1,17%) votos 4. 15678.Nilma Lima, eleita com 30.359 (0,89%) votos 5. 15100.Parsifal, eleito com 29.863 (0,88%) votos 6. 15195.Antonio Rocha, eleito com 28.977 (0,85%) votos 7. 15800.Josefina, eleita com 28.544 (0,84%) votos 8. 15007.Macarrão, eleito com 28.120 (0,83) votos | E os candidatos não-eleitos foram: - 15199.Adriana Lima - 15010.Bel Mesquita - 15105.Ana Prado - 15188.Dr.Ângela - 15222.Atonelo Todde - 15150.Ataide Dourado - 15234.Beto Bandeira - 15129.Carmo Lourinho - 15200.Xis - 15121.Dr.Edier - 15789.Edmilson Campos - 15154.Juninho Pop - 15151.Erlon Feitosa | - 15900.Chico Aguiar - 15156.Dr.Francisco Besteiro - 15144.Iasmin Abdon - 15551.Jader - 15135.Maguila - 15015.Joelcio Miranda - 15500.Scaff - 153333.Zé Augusto - 15688.Zé Roberto - 15155.Zecão Pirão - 15677.Tenente Juliano - 15108.Anaice - 15125.Márcio Vasconcelos - 15174.Maria Brasil | - 15140.Professora Nilse Pinheiro - 15173.Myrna Martins - 15177.Ozório Juvenil - 15123.Paulo Titan - 15170.Rosa Maria - 15777.Saphira Neto - 15444.Tony Lisboa - 15111.Reale - 15000.Vinicius Tico - 15190.Walquiria - 15615.Dr.Wanderlan - 15166.Willa Bueres - 15999.Yuri Fonseca |

### Coligação Frente Acelera Pará
A coligação Frente Acelerá Pará é formada por três partidos: o Partido Progressista (PP), o Partido dos Trabalhadores(PT) e o Partido Humanista da Solidariedade (PHS). A coligação teve nove candidatos eleitos para deputado estadual, ambos do PT. A coligação em todo obteve 629.831 votos, que representa 18,54% dos votos.

#### Partido Progressista (PP)
O Partido Progressista não teve nenhum de seus candidatos eleitos. O partido recebeu 80.020 votos, que representa 2,36% dos votos.
| - 11011.Alberto Zagury - 11150.Alcides Barreto - 11123.Carlos Santos o Amigo | - 11555.Eva Rocha - 11456.João Olinto - 11333.Lizete Nunes | - 11444.Lorival Borges - 11110.Paulo Quadros - 11000.Luiz Sefer | - 11222.Luiz Rebelo - 11113.Professor Reginaldo - 11111.Vandick Lima |

#### Partido dos Trabalhadores (PT)
O Partido dos Trabalhadores teve nove candidatos eleitos para deputado estadual. O PT recebeu 541.099 votos, representando 15,93% dos votos.
| Os candidatos eleitos foram: 1. 13280.Chico da Pesca, eleito com 49.702 (1,46%) votos 2. 13130.Bordalo, eleito com 45.075 (1,33%) votos 3. 13103.Valdir Ganzer, eleito com 37.463 (1,10%) votos 4. 13133.Bernadete, eleita com 33.736 (0,99%) votos 5. 13500.Airton Faleiro, eleito com 32.893 (0,97%) votos 6. 13310.Professor Edilson Moura, eleito com 32.402 (0,95%) votos 7. 13131.Zé Maria, eleito com 23.128 (0,68%) votos 8. 13100.Milton Zimmer, eleito com 22.906 (0,67%) votos 9. 13630.Professor Alfredo Costa, eleito com 22.762 (0,67%) votos | Os candidatos não eleitos foram: - 13613.Adalberto Aguiar - 13014.Suely - 13000.Doth Custodio - 13062.Cleide Galvão - 13113.Professora Edilza Font - 13050.Eldmi Rodrigues - 13623.Eva Costa - 13001.Major Joan - 13236.Arroyo - 13190.Delegado Moraes | - 13789.Joclau - 13222.Joilson - 13580.Zé Raimundo - 13011.Mazinho do PT - 13213.Laercio Pereira - 13116.Landu - 13007.Marcia Maceio - 13555.Professor Marcio Ponte - 13690.Professora Jucá - 13025.Miguel Guimarães - 13013.Otavio Pinheiro | - 13200.Aquino - 13456.Raimundo Oliveira - 13234.Nonato Fetraf - 13611.Regina Barata - 13123.Sandra Batista - 13258.Ferreirinha - 13640.Professor Bira Rodrigues - 13633.Pipico |

#### Partido Humanista da Solidariedade (PHS)
O PHS não teve nenhum candidato eleito para deputado estadual.O PHS também não teve nenhum candidato a Deputado Federal.O Partido Humanista da Solidariedade recebeu 8.712, o que representa 0,26% dos votos.
| - 31456.Bastimeu - 31123.Coronel Eder - 31007.007 Brasileiro | - 31008.Luciano - 31333.Dra.Briolandia - 31031.Professora Graça Rosario |

### Coligação PPS/PSDC/PMN/PRTB/PRP
A coligação é formada por cinco partidos: o Partido Popular Socialista (PPS), o Partido Republicano Progressista (PRP), o Partido da Mobilização Nacional (PMN), o Partido Renovador Trabalhista Brasileiro (PRTB) e o Partido Social Democrata Cristão (PSDC). A coligação recebeu um total de 201.506, representando 5,93% dos votos. A coligação teve dois candidatos eleitos para deputado estadual.

#### Partido Republicano Progressista (PRP)
O PRP não teve nenhum candidato eleito. O partido recebeu 19.447 votos, representando 0,57% dos votos.
| - 44190.Sub-Tenente Alderson - 44625.Professor Fernando - 44789.Chico Barros | - 44444.Jorge Rezende - 44123.Zito Aleixo - 44567.Valle Transporte |

#### Partido Popular Socialista (PPS)
O Partido Popular Socialista teve um candidato eleito para deputado estadual. O PPS recebeu 101.624 votos, representando 2,99% dos votos.
| O candidato eleito foi: 1. 23150.João Salame, eleito com 22.127 (0,65%) votos Os candidatos não-eleitos foram: - 23245.Augusto Pantoja - 23666.Alírio Sabba - 23300.Cb. Deonildo - 23444.Arlem Marcos - 23151.Ze dos Signus - 23333.Marquinho do Samaritano - 23456.Dr. Miro - 23123.Jandira - 23177.Haroldo Gaia | - 23230.Professora Netinha - 23190.Cb.paiva - 23023.Bicalho - 23633.Denivaldo Pacheco - 23548.Ana Rita - 23115.Mauro - 23210.Ivan Santana - 23999.Carlos Aleixo - 23232.Soriano Leão - 23345.Anselmo - 23277.Sidney Sobrinho - 23229.Franklin William - 23555.Alfredo Sade - 23623.Orlando Pereira | - 23130.Nita - 23007.Helga - 23270.Andresa - 23006.Mariana - 23523.Fred Neiva - 23777.Jairo Castro - 23567.Patriacha - 23199.Miguel Wanzeller - 23248.Clara - 23170.Patricia - 23235.Tatiana - 23654.Suzete Bahia |

#### Partido da Mobilização Nacional (PMN)
O Partido da Mobilização Nacional teve um candidato eleito para deputado estadual. O PMN recebeu 49.587 votos, representando 1,46% dos votos.
| O candidato eleito foi: 1. 33123.Alessandro Novelino, eleito com 23.389 (0,69%) votos | Os candidatos não-eleitos foram: - 33789.Ary Santos - 33456.Nelio Aguiar - 33787.Kinha Kantão | - 33611.Lucia - 33199.Memoria - 33321.Abdon - 33333.Vladi |

#### Partido Renovador Trabalhista Brasileiro (PRTB)
O Partido Renovador Trabalhista Brasileiro não teve nenhum candidato eleito para deputado estadual. O partido recebeu 24.686 votos, representando 0,73% dos votos.
- 28222.Professor Márcio Sherlo
- 28028.Elton Braga
- 28000.Dr.Armando

#### Partido Social Democrata Cristão (PSDC)
O Partido Social Democrata Cristão não teve nenhum candidato eleito para deputado estadual. O partido recebeu 6.162 votos, representando 0,18% dos votos.
| - 27127.Professor Otávio - 27678.Claudia Martins - 27555.Miúdo | - 27890.Marcio Silva - 27123.Helena Barros - 27111.Rose Morena | - 27000.Regiane Brasil - 27001.Sandra Maria - 27222.Bruno FB Maria |

### Partido Socialista dos Trabalhadores Unificado (PSTU)
O PSTU não teve nenhum candidato eleito para deputado estadual. O partido recebeu 5.559 votos, representando 0,16% dos votos.
- 16123.Angela
- 16016.Taís Ranieri

### Partido da República (PR)
O Partido da República teve quatro candidatos eleitos para deputado estadual. O PR recebeu 282.843 votos, representando 8,33% dos votos.
| Os candidatos eleitos foram: 1. 22789.Eliel Faustino, eleito com 28.537 (0,84%) votos. 2. 22345.Júnior Hage, eleito com 41.835 (1,23%) votos 3. 22150.Luzineide, eleita com 32.435 (0,95%) votos 4. 22123.Raimundo Santos, eleito com 23.250 (0,68%) votos | Os candidatos não-eleitos foram: - 22131.Paracampo - 22580.Dutra - 22777.Celso Sabino - 22333.Claudia Guimarães - 22888.Claudio Almeida - 22555.Claudinor Moreira - 22060.Bieco - 22007.Delegada Elizete - 22147.Elza Miranda - 22200.Evandro Moreira - 22522.Francisco Ribeiro | - 22000.Francisco Correa - 22800.Gerlado Sena - 22221.Dr.Gilberto - 22022.Gisela - 22220.Hilario Coimbra - 22211.Irismar - 22233.Tia Janete - 22444.Bosco Moises - 22002.Ferrito - 22140.Jose Maria Costa - 22600.Mota Júnior - 22122.Roberval | - 22422.Julio Branches - 22222.Professor Luiz Pereira - 22243.Professor Luiz Surugha - 22899.Marcio Santos - 22900.Marilda Cantal - 22316.Mario Arouck - 22614.Mario Correa - 22300.Paulo Ivan Borges - 22003.Pedro Persi - 22120.Sefer - 22788.Aldemar - 22163.Roselito - 22456.Suzana Lobão |

### Partido Verde (PV)
O Partido Verde teve um candidato eleito para deputado estadual. O PV recebeu 103.716 votos, representando 3,05% dos votos.
| O candidato eleito foi: 1. 43456.Gabriel Guerreiro, eleito com 23.541 (0,69%) Os candidatos não-eleitos foram: - 43221.Salamar Almeida - 43621.Arlete Viana - 43010.Rei Artur - 43756.Irmão Benny - 43433.Miro Moura - 43043.Diogo - 43343.Roni - 43330.Fabiano - 43013.Francisco Barbosa | - 43007.Neyzinho do PV - 43773.João Roberto - 43510.Xerfan - 43123.JP - 43111.Jorge Freitas - 43888.Zé Júnior - 43207.José Antonio - 43455.Dedé Marizeira - 43666.Capitão Randon - 43421.Marcionila Mendes - 43777.Pastor Marcos Celio - 43818.Maria de Fatima - 43222.Zé Francisco | - 43225.Professor Luiz Afonso - 43165.Luiz Carlos - 43666.Professor Gil - 43227.Aguinaldo - 43444.Amelia Parente - 43210.Kaveira - 43226.Andre Neves - 43333.Andreia Lima - 43313.Luis Coelho - 43001.Barata - 43887.Maria do Rosario - 43000.Mara - 43821.Maria Rita | - 43789.Professora Sueli - 43193.Penteado - 43923.Monica Santos - 43003.Oldemar Alves - 43699.Orlando Reis - 43100.Ambientalista Mardock - 43500.Paulinho do Basa - 43133.Paulo Soares - 43300.Don Pedro - 43192.Raimundo Wanzeler - 43321.Regunaldo Júnior - 43120.Deley |  |

### Partido Democrático Trabalhista (PDT)
O Partido Democrático Trabalhista teve dois de seus candidatos eleitos para deputado estadual. O PDT recebeu 163.677 votos, representando 4,82% dos votos.
| Os candidatos eleitos foram: 1. 12345.Fernando Coimbra, eleito com 29.0360 (0,85%) votos 2. 12222.Pio X, eleito com 26.2690 (0,77%) votos Os candidatos não-eleitos foram: - 12777.Valmir da Integral - 12122.Dr Moacir | - 12333.Bruno Para - 12456.Raimundo Pinheiro - 12912.Dr Loredan - 12123.Enfermeira Marcela Tolentino - 12111.Dr Ivo - 12000.Lourivan Gomes - 12555.Prof Elson - 12612.Irmao Elias - 12688.Afonso Brito | - 12369.Pastor Junior - 12012.Rangel Garcia - 12999.Paulistinha da Tucupi - 12200.Sandro Mototaxista - 12190.Cabo Moura - 12121.Nete - 12233.Pedro Barra - 12789.Anisio Lima - 12600.Jamaica | - 12015.Helena Alfaia - 12024.Gisele - 12013.Edailse - 12580.Marilena Bahia - 12055.Loudes Farias - 12021.Naligia - 12444.Odeize - 12500.Paulo Maia |

### Partido Trabalhista Brasileiro (PTB)
O Partido Trabalhista Brasileiro teve três candidatos eleitos à deputado estadual. O PTB recebeu 248.141 votos, representando 7,31% dos votos.
| Os candidatos eleitos foram: 1. 14500.Júnior Ferrari, eleito com 43.279 (1,27%) votos 2. 14780.Tião Miranda, eleito com 41.193 (1,21%) votos 3. 14444.Eduardo Costa, eleito com 32.458 (0,96%) votos Os candidatos não-eleitos foram: - 14733.Cardoso - 14900.Ana Castro | - 14002.Antonio Carlos - 14245.Cecilia Marques - 14557.Cleide Negata - 14228.Charles Batista - 14602.Elinora Correa - 14625.Gabriel Miranda - 14007.Gilbert Pantoja - 14556.Jailma Silva - 14555.João Sampaio - 14123.Joaquim Passarinho | - 14044.José Castro - 14543.Ramalho JR. - 14999.Robgol - 14003.William Souza - 14122.Joseane Silva - 14010.Dr.Sena - 14888.Jesus - 14014.Zelia Costa - 14280.Lizete Rendeiro - 14814.Rosa Santos | - 14777.Maria Costa - 14789.Mario Moreira - 14567.Mauricio Júnior - 14100.Nadir Neves - 14001.Odair Melo - 14333.Otavio Carvalho - 14111.Pio Neto - 14000.Dr.Castro - 14222.Nonato Povo - 14230.Silvério Fernandes - 14632.Soraia |

### Coligação PSDB e DEM
A coligação é formada pelo partido Democratas (DEM) e pelo Partido da Social Democracia Brasileira (PSDB). A coligação teve sete candidatos eleitos à deputado estadual. A coligação recebeu 558.503 votos, representando 16,44% dos votos.

#### Partido Democratas (DEM)
O Democratas teve um candidato eleito para deputado estadual. O partido recebeu 150.208 votos, representando 4,42% dos votos.
| O candidato eleito foi: 1. 25123.Márcio Miranda, eleito com 67.530 (1,99%) votos | Os candidatos não eleitos foram: - 25800.Altair Coutinho - 25678.Carlos Augusto Barbosa - 25075.Daniel Nascimento | - 25111.Edovan da Van - 25025.Fernando Dourado - 25222.Gualberto Neto - 25456.Dr.Haroldo Martins - 25369.Iolete Diniz | - 25789.Joel El-Shaday - 25615.Zecão Siqueira - 25555.Roberto Machado - 25310.Socorro Fernandes |

#### Partido da Social Democracia Brasileira (PSDB)
O PSDB teve quatro de seus candidatos eleitos para o cargo de deputado estadual. O partido recebeu 408.295 votos, representando 12,02% dos votos.
| Os candidatos eleitos foram: 1. 45451.Pioneiro, eleito com 54.047 (1,59%) votos 2. 45612.Sidney Rosa, eleito com 48.931 (1,44%) votos 3. 45222.Alexandre Von, eleito com 44.837 (1,32%) votos 4. 45112.Cilene Couto, eleita com 43.924 (1,29%) votos 5. 45045.Megale, eleito com 40.090 (1,18%) votos 6. 45130.Ana Cunha, eleita com 35.336 (1,04%) votos | Os candidatos não eleitos foram: - 45150.Aladim - 45678.Antonio Armando - 45555.Bira Barbosa - 45999.Coronel Edson - 45100.Faisal - 45123.Italo Macola - 45345.Alberto Branco | - 45145.Tete - 45701.Celinha - 45621.Nazare Cota - 45625.Merita Brabo - 45626.Nemias Valentim - 45700.Rejane Noronha - 45800.Suleima Pegado |

### Coligação Por Um Pará Mais Unido
A coligação é formada pelo Partido Trabalhista Nacional (PTN), pelo Partido Social Cristão (PSC), pelo Partido Trabalhista Cristão (PTC) e pelo Partido Trabalhista do Brasil (PT do B). A coligação teve somente um candidato eleito para deputado estadual. Por Um Ceará Mais Unido receneu 113.432, representando 3,34% dos votos.

#### Partido Trabalhista Nacional (PTN)
O PTN foi o partido menos votado, sem nenhum candidato eleito à deputado estadual e 1.910 votos, representando 0,06% dos votos.
| - 19614.Ezequiel Borges - 19123.Marcondes Turismo | - 19222.Sabá Silva - 19190.Professora Vani |

#### Partido Social Cristão (PSC)
Um candidato à deputado estadual foi eleito através do PSC, o único candidato eleito na coligação Por Um Pará Mais Unido. O Partido Social Cristão recebeu 88.043 votos, representando 2,59% dos votos.
| O candidato eleito foi: 1. 20222.Hilton Aguiar, eleito com 15.615 (0,46%) votos Os candidatos não-eleitos foram: - 20000.Nelito Lopes - 20120.Maurílio Maguila - 20100.Joás Possidônio - 20123.Afonso Almeida - 20500.Evanilza Marinho | - 20789.Alberto Nogueira - 20777.Dora Cunha - 20999.Dr. Claudio Rodrigues - 20333.Laurinha - 20111.Baima - 20444.Orleans Feitosa - 20200.J. Nobre - 20242.Pr Carlos Augusto do Cerve - 20700.Rubinho | - 20753.Sandra Ferreira - 20001.Dr Palheta - 20345.Arlindo Borges - 20888.Ismael Barros - 20300.Benção - 20007.Samuel Siqueira - 20110.Marlon do Brasil - 20199.Paulo Russo - 20250.Kinkim Alagoano | - 20555.Tiago Palmeira - 20689.Alfredo Multifiti - 20234.Nonato Mototaxi - 20017.Kenny - 20075.Sandra Nunes - 20201.Sonia - 20140.Maradona - 20122.Dr. Hipolito - 20107.Joel do Açai |

#### Partido Trabalhista do Brasil (PT do B)
O PT do B não teve candidato eleito à deputado estadual e recebeu 9.810 votos, representando 0,29% dos votos.
| - 70777.Carlinho Cancela - 70225.Melgar - 70123.Eliete - 70170.Fernando Marinho | - 70111.Professor Flavio - 70222.Toinzinho - 70000.Zezinho Lima - 70007.Marlio Sued | - 70001.Patrícia Lima - 70700.Maciel - 70544.Ray Martins - 70789.Silvio Claudino |

#### Partido Trabalhista Cristão (PTC)
O Partido Trabalhista Cristão não teve nenhum candidato eleito à deputado estadual. O PTC recebeu 13.669 votos, representando 0,40% dos votos.
| - 36456.Aucileide Noronha - 36707.Joaquim Hamad - 36333.Antonio Araújo | - 36933.Coronel Eledilson - 36222.João Bernardes - 36911.Major Garcia | - 36777.Joel Alves - 36000.Josilene Gomes - 36260.Manoel Santana - 36111.Patrícia Oliveira | - 36190.Sargento Paulo Santos - 36123.Ronny - 36444.Rosely Costa - 36789.Sandra Solon |

### Partido Socialismo e Liberdade (PSOL)
O PSOL teve um candidato eleito á deputado estadual. O partido recebeu 121.483 votos, representando 3,58% dos votos.
| O candidato eleito foi: 1. 50123.Edmilson Rodrigues, eleito com 85.412 (2,51%) votos Os candidatos não-eleitos foram: - 50863.Sheila Melo | - 50501.Araceli - 50173.Cleomar - 50333.Emídio - 50785.Paulo Silva - 50510.Heiton Nonato - 50456.Nery | - 50555.Manuel Valente - 50789.Marden Lima - 50550.Neide Solimões - 50222.Railson - 50100.Professor Márcio Pinto - 50505.Regina | - 50444.Rosiane - 50011.Luizinho Costa - 50190.Major Walber Wolgrano - 50777.William |

### Partido Republicano Brasileiro (PRB)
| O Partido Republicano Brasileiro teve um candidato eleito. O partido recebeu 116.533 votos, representando 3,43% dos votos. O candidato eleito foi: 1. 10147.Pastor Divino, eleito com 22.118 (0,65%) votos Os candidatos não-eleitos foram: - 10456.Nelsinha - 10737.Cel Guimarães - 10789.Amarildo Fernades - 10001.Edu Luna - 10333.Antonio de Velasco - 10235.Carlos Alexandre - 10150.Cleber Edson | - 10418.Danielle Cardias - 10030.Danielli Santos - 10135.Debora Sueli - 10227.Denys da Guarda - 10177.Pastor Dimarley Vitorino - 10318.Alves Filho - 10444.Hadson Ribeiro - 10777.Ari Moreira - 10256.Joana Santos - 10300.João Lino - 10200.Fabrício Júnior - 10124.José Luiz Capa Preta - 10122.Zé Hildo Alves - 10070.Luzia Vieira | - 10190.Moreira Sangento - 10011.Helena Macedo - 10028.Marinalva - 10555.Miguel Rodrigues - 10100.Dr.Charles - 10567.Neuton Paulino - 10500.Professora Silvia Barbosa - 10250.Sylvio Segundo - 10223.Tony ou Tony do Progresso - 10622.Valdir Moura - 10005.Sargento Pereira - 10045.Elizabeth Cardoso - 10018.Odineide Reis - 10222.Oswaldo Neto | - 10345.Rafael Santos - 10167.Jesus Nunes - 10130.Nonato Bomba - 10615.Savio - 10020.Regina Esther - 10035.Rosekelly Damasceno - 10000.Rui Vassourinha - 10144.Regina de Paula - 10145.Samara Alegria - 10201.Sebastião Pantoja - 10123.Pastor Roberto Santos - 10151.Sergio Bahia - 10007.Professor Sergio Menezes - 10113.Edinaldo Carneiro |

### Partido Socialista Brasileiro
O PSB teve dois de seus candidatos eleitos. O partido recebeu 187.518 votos, representando 5,52% dos votos.
| Os candidatos eleitos foram: 1. 40111.Cassio Andrade, eleito com 25.414 (0,75%) votos 2. 40000.Belo, eleito com 24.292 (0,72%) votos Os candidatos não-eleitos foram: - 40777.Reginaldo Campos - 40199.Iran Moraes - 40456.Joao Vaz - 40540.Frederico Braun | - 40789.Tonico Doido - 40560.Eduardo da Machado - 40299.Edno - 40100.Oziel Nota 10 - 40567.Cabeludo Irmaos Carneiros - 40340.Ivo Dantas - 40123.Rui Carneiro - 40888.Dr Rui - 40852.Pedro Peliser - 40321.Valber - 40234.Vitor Fonseca | - 40699.Prof Paulo Monteiro - 40740.Ladisley Sampaio - 40345.Edna do Fernandão - 40140.Josivaldo - 40333.Vieirinha - 40222.Ireno da Marsam - 40190.Leo Ferreira - 40640.Ortega - 40444.Adilson Casa da Borracha - 40555.Fatima Sa - 40691.Jose Parente | - 40999.Serjao - 40315.Fatima Castro - 40200.Beatriz - 40667.Susi Helen - 40013.Dani Coimbra - 40012.Izabel - 40440.Chico Alcantara - 40664.Carla - 40669.Cassandra Ione - 40665.Branca - 40666.Valdirene |

## Deputados federais eleitos
Foram eleitos dezessete (17) deputados federais pelo estado.

Representação eleita
  PMDB: 4
  PT: 4
  PSDB: 3
  PPS: 1
  PSC: 1
  PR: 1
  DEM: 1
  PTB: 1
  PDT: 1

Fonteː
| Candidato (a)               | Nº   | Coligação                                                       | Votos   | %     |
| --------------------------- | ---- | --------------------------------------------------------------- | ------- | ----- |
| Wladimir Costa (PMDB)       | 1522 | PMDB                                                            | 236.514 | 6,91% |
| Elcione Barbalho (PMDB)     | 1515 | PMDB                                                            | 209.635 | 6,12% |
| Arnaldo Jordy (PPS)         | 2323 | Juntos com o Povo PSDB / PPS / DEM / PRP / PMN / PSDC / PRTB    | 201.171 | 5,88% |
| José Priante (PMDB)         | 1555 | PMDB                                                            | 172.068 | 5,03% |
| Beto Faro (PT)              | 1313 | Acelera Pará PT / PR / PP / PTB / PSC / PHS / PTN / PTdoB / PTC | 169.504 | 4,95% |
| Zenaldo Coutinho (PSDB)     | 4567 | Juntos com o Povo PSDB / PPS / DEM / PRP / PMN / PSDC / PRTB    | 154.265 | 4,51% |
| Zequinha Marinho (PSC)      | 2020 | Acelera Pará PT / PR / PP / PTB / PSC / PHS / PTN / PTdoB / PTC | 147.615 | 4,31% |
| Lúcio Vale (PR)             | 2222 | Acelera Pará PT / PR / PP / PTB / PSC / PHS / PTN / PTdoB / PTC | 142.116 | 4,15% |
| Nilson Pinto (PSDB)         | 4590 | Juntos com o Povo PSDB / PPS / DEM / PRP / PMN / PSDC / PRTB    | 140.893 | 4,12% |
| Miriquinho Batista (PT)     | 1380 | Acelera Pará PT / PR / PP / PTB / PSC / PHS / PTN / PTdoB / PTC | 126.055 | 3,68% |
| Cláudio Puty (PT)           | 1310 | Acelera Pará PT / PR / PP / PTB / PSC / PHS / PTN / PTdoB / PTC | 120.881 | 3,53% |
| Lira Maia (DEM)             | 2522 | Juntos com o Povo PSDB / PPS / DEM / PRP / PMN / PSDC / PRTB    | 119.548 | 3,49% |
| José Geraldo Torres (PT)    | 1321 | Acelera Pará PT / PR / PP / PTB / PSC / PHS / PTN / PTdoB / PTC | 119.544 | 3,49% |
| Josué Bengtson (PTB)        | 1456 | Acelera Pará PT / PR / PP / PTB / PSC / PHS / PTN / PTdoB / PTC | 112.212 | 3,28% |
| Giovanni Queiroz (PDT)      | 1212 | Cresce Pará PSB / PDT / PRB / PCdoB / PV                        | 93.461  | 2,73% |
| Asdrúbal Bentes (PMDB)      | 1512 | PMDB                                                            | 87.681  | 2,56% |
| Wandenkolk Gonçalves (PSDB) | 4545 | Juntos com o Povo PSDB / PPS / DEM / PRP / PMN / PSDC / PRTB    | 68.547  | 2,00% |

Obs.: A tabela acima mostra somente os deputados federais eleitos.

## Deputados estaduais eleitos
Representação eleita
  PT: 9
  PMDB: 8
  PSDB: 6
  PR: 4
  PTB: 3
  PDT: 2
  PSB: 2
  PSOL: 1
  DEM: 1
  PV: 1
  PMN: 1
  PPS: 1
  PRB: 1
  PSC: 1

Fonteː
| Número | Deputados por votação | Partidos | Votação | Porcentagem | Cidade onde nasceu | Unidade federativa |
| ------ | --------------------- | -------- | ------- | ----------- | ------------------ | ------------------ |
| 50123  | Edmilson Rodrigues    | PSOL     | 85.412  | 2,51%       | Belém              | Pará               |
| 25123  | Márcio Miranda        | DEM      | 67.530  | 1,99%       | Pavão              | Minas Gerais       |
| 45451  | Manoel Pioneiro       | PSDB     | 54.047  | 1,59%       | Nova Módica        | Minas Gerais       |
| 15888  | Simone Morgado        | PMDB     | 50.946  | 1,50%       | Belém              | Pará               |
| 13280  | Chico da Pesca        | PT       | 49.702  | 1,46%       | Igarapé-Miri       | Pará               |
| 45612  | Sidney Rosa           | PSDB     | 48.931  | 1,44%       | Santa Teresa       | Espírito Santo     |
| 13130  | Carlos Bordalo        | PT       | 45.075  | 1,33%       | Breves             | Pará               |
| 45222  | Alexandre Von         | PSDB     | 44.837  | 1,32%       | Santarém           | Pará               |
| 45112  | Cilene Couto          | PSDB     | 43.924  | 1,29%       | Belém              | Pará               |
| 15456  | Martinho Carmona      | PMDB     | 43.457  | 1,28%       | Belém              | Pará               |
| 14500  | Júnior Ferrari        | PTB      | 43.279  | 1,27%       | Oriximiná          | Pará               |
| 22345  | Junior Hage           | PR       | 41.835  | 1,23%       | Belém              | Pará               |
| 14780  | Tião Miranda          | PTB      | 41.193  | 1,21%       | Marabá             | Pará               |
| 45045  | José Megale           | PSDB     | 40.090  | 1,18%       | Belém              | Pará               |
| 15555  | Chicão Melo           | PMDB     | 39.856  | 1,17%       | Cruzeiro do Sul    | Acre               |
| 13103  | Valdir Ganzer         | PT       | 37.463  | 1,10%       | Iraí               | Rio Grande do Sul  |
| 45130  | Dra. Ana Cunha        | PSDB     | 35.336  | 1,04%       | Barcarena          | Pará               |
| 13133  | Bernadete Ten Caten   | PT       | 33.736  | 0,99%       | Cerro Largo        | Rio Grande do Sul  |
| 13500  | Airton Faleiro        | PT       | 32.893  | 0,97%       | Tenente Portela    | Rio Grande do Sul  |
| 14444  | Eduardo Costa         | PTB      | 32.458  | 0,96%       | Belém              | Pará               |
| 22150  | Luzineide Barros      | PR       | 32.435  | 0,95%       | Belém              | Pará               |
| 13310  | Prof. Edílson Moura   | PT       | 32.402  | 0,95%       | Macapá             | Amapá              |
| 15678  | Nilma Lima            | PMDB     | 30.359  | 0,89%       | Belém              | Pará               |
| 15100  | Parsifal Pontes       | PMDB     | 29.863  | 0,88%       | Tucuruí            | Pará               |
| 12345  | Fernando Coimbra      | PDT      | 29.036  | 0,85%       | Belém              | Pará               |
| 15195  | Antônio Rocha         | PMDB     | 28.977  | 0,85%       | Santarém           | Pará               |
| 15800  | Josefina Carmo        | PMDB     | 28.544  | 0,84%       | Óbidos             | Pará               |
| 22789  | Eliel Faustino        | PR       | 28.537  | 0,84%       | Belém              | Pará               |
| 15007  | Paulo Macarrão        | PMDB     | 28.120  | 0,83%       | Marechal Hermes    | Rio de Janeiro     |
| 12222  | Pio X Sampaio Leite   | PDT      | 26.269  | 0,77%       | Igarapé Grande     | Pará               |
| 40111  | Cássio Andrade        | PSB      | 25.414  | 0,75%       | Salvador           | Bahia              |
| 40000  | Raimundo Belo         | PSB      | 24.292  | 0,72%       | Capitão Poço       | Pará               |
| 43456  | Gabriel Guerreiro     | PV       | 23.541  | 0,69%       | Oriximiná          | Pará               |
| 33123  | Alessandro Novelino   | PMN      | 23.389  | 0,69%       | Belém              | Pará               |
| 22123  | Raimundo Santos       | PR       | 23.250  | 0,68%       | Santarém           | Pará               |
| 13131  | Zé Maria Melo         | PT       | 23.128  | 0,68%       | Juruti             | Pará               |
| 13100  | Milton Zimmer         | PT       | 22.906  | 0,67%       | Roque Gonzales     | Rio Grande do Sul  |
| 13630  | Prof. Alfredo Costa   | PT       | 22.762  | 0,67%       | Acará              | Pará               |
| 23150  | João Salame Neto      | PPS      | 22.127  | 0,65%       | Marabá             | Pará               |
| 10147  | Pastor José Divino    | PRB      | 22.118  | 0,65%       | Rio Negro          | Mato Grosso do Sul |
| 20222  | Hilton Aguiar         | PSC      | 15.615  | 0,46%       | Chapadinha         | Maranhão           |